# Armoiries d'alliance
Pour les articles homonymes, voir Alliance.
Les armoiries d'alliance sont généralement disposées côte à côte ou inclinées l'une vers l'autre. Que les écus soient parfois penchés vers l'extérieur n'est en fait qu'un détail de composition artistique. Elles sont en principe surmontées de la couronne du titre du mari.
En Belgique, l'écu de l'épouse est systématiquement ovale et celui du mari « à la française » en accolade ou de forme ancienne. 
En France, on trouve des armoiries d'alliance avec soit 2 écus ovales (composition réalisée pour l'épouse) ou avec deux écus en accolade (composition réalisée pour l'époux).
Il arrive aussi que des armes d'alliance soient représentées sur un seul écu, soit parti pour le couple (armes de l'époux à dextre, de l'épouse à senestre), soit écartelé pour les membres de la lignée issue de ce couple, avec le cas échéant une brisure selon le rang du porteur dans la lignée.

## Exemples

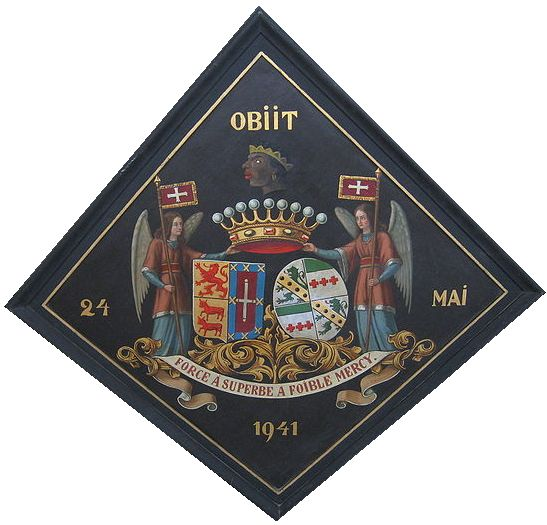
Obit en l'église Sainte-Agnès du béguinage de Saint-Trond.
Armoiries de la princesse Marie-Marguerite Vargas Santaella, duchesse d'Anjou.
Armoiries de la princesse Isabelle d'Orléans-Bragance, comtesse de Paris.
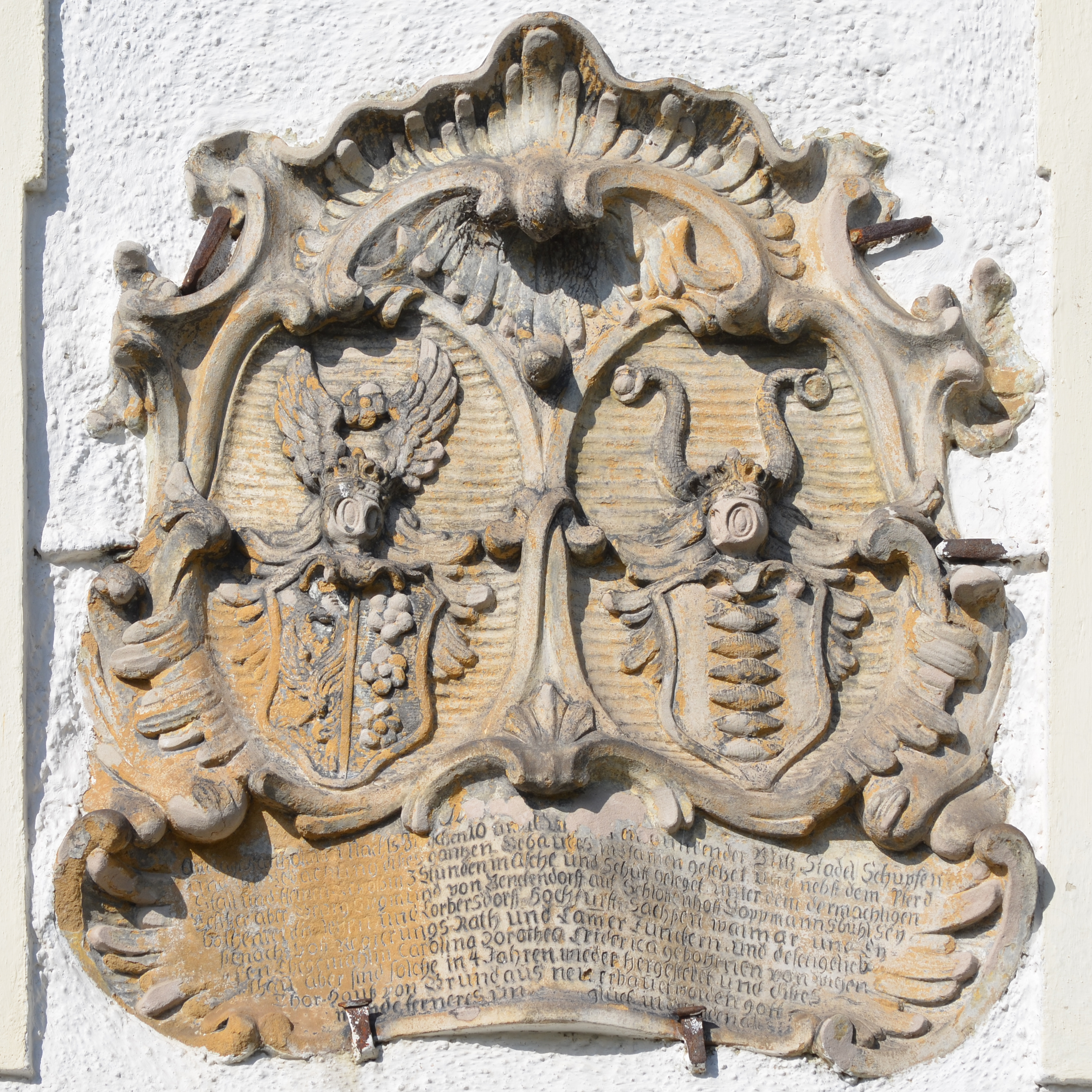
Armoiries d'alliance von Benckendorff et von Wiesenthau à Schlottenhof (Arzberg).